# Prigione Ghepeù
Prigione Ghepeù (GPU-fængselet) è un romanzo di Sven Hassel. È il penultimo libro scritto dall'autore danese.

## Trama
I soldati del battaglione di disciplina di Sven Hassel, vengono qui presentati in una serie di avventure da Berlino al fronte russo. 
In particolare, l'avventura del reggimento corazzato, di cui Hassel fa parte, durante uno spaventoso attacco di un corpo d'armata tedesco ad una prigione russa, una prigione delle temibili OGPU (in italiano tradotta come Ghepeù), che in pratica è l'equivalente della polizia speciale tedesca.

## Edizioni
- Sven Hassel, Prigione Ghepeù, traduzione di Giorgio Cuzzelli, Sonzogno, 1998, ISBN 88-454-2115-5.